# Anita (film)
Anita is een Haïtiaanse film uit 1982, geregisseerd door Rassoul Labuchin. Het behandelt de situatie van de restaveks (Haïtiaanse kindslaven). Volgens critici luidde de film een nieuw tijdperk binnen de Haïtiaanse cinema in.

## Beschrijving
Anita was in verschillende opzichten vernieuwend: het was de eerste film waarin de situatie van de restaveks onder de aandacht gebracht werd. Ook is het de eerste film die in het Kreyòl gemaakt is en waarin een aantal aspecten van de Haïtiaanse cultuur terugkomen, waaronder vodou. Verder beschrijft het de trek van het platteland naar de stad, het huiselijk leven en de klassenverschillen binnen de Haïtiaanse maatschappij.
Omdat het maken van een dergelijke film tijdens het bewind van dictator Jean-Claude Duvalier gevaarlijk was, verliet regisseur Labuchin tijdelijk het land. Hij kon pas terugkomen toen Jean-Bertrand Aristide aan de macht kwam. Daarna is hij nog enkele jaren burgemeester van Port-au-Prince geweest.
De film is bedoeld voor kinderen. Het verhaal wordt verteld als een sprookje. Dit was deels een poging om de politiek-maatschappelijke boodschap ervan te camoufleren. Toch komt de harde werkelijkheid erin terug.
De Nederlander Hans Fels maakte deel uit van de filmploeg. Hij maakte over deze ervaring voor de VPRO de documentaire "Mijn vriend de burgemeester".
Anita is opgenomen in Port-au-Prince. Hij wordt anno 2008 regelmatig op de Haïtiaanse televisie vertoond.

## Verhaal
Anita is een arm meisje van het Haïtiaanse platteland. Zij gaat in de huishouding werken bij een rijke familie in de hoofdstad Port-au-Prince. Hier wordt ze mishandeld en komt ze terecht in een toestand van slavernij.

## Rolverdeling
- Chantal Guerrier - Anita
- Magalie Marcelin - ?
- Cornelia Schütt - Simbi (als Ti-Corn)
- Rodrigue Montfleury - ?
- Suzelle Auguste - ?
- Marguita Farvil - ?